# Заможненский сельский совет (Глобинский район)
Заможненский сельский совет (укр. Заможненська сільська рада) — входит в состав Глобинского района Полтавской области Украины.
Административный центр сельского совета находится в селе Заможное.

## История
- 1918 — дата образования.

## Населённые пункты совета
- с. Заможное
- с. Глубокое
- с. Глушково-Второе

## Ликвидированные населённые пункты совета
- с. Глушково